# お江戸のキャンディー
『お江戸のキャンディー』（おえどのキャンディー）は、2015年2月28日に池袋シネマロサほかにて公開された映画。2週間限定だったがのちに1年以上のロングラン上映となった。
続編として『お江戸のキャンディー2 ロワゾー・ドゥ・パラディ（天国の鳥）篇』（2017年）、『遮那王 お江戸のキャンディー3』（2019年）が公開されている。
監督である広田レオナが製作費500万円、男だけ、R指定なしの条件の中作り上げた「白鳥の湖」の初版をベースに作られた、美しき男たちの真実の愛の物語。

## ストーリー
深い森と川と滝に囲まれた小さな世界。ここは男ばかりの花のEDOワンダーランド。ある日EDO随一の美しさを誇る男花魁・白鳥太夫は若衆茶屋「飴屋」人気No.1フリ松と恋に落ちる。しかし時は恋愛禁止令、そしてEDOの町に奇病:くるうじんぐ が流行る。恋の喜びに酔うフリ松に近づく白鳥太夫にそっくりな顔をした妖艶なお伝。フリ松の心変わりに打ちのめされた白鳥太夫の決断は…

## キャスト
白鳥太夫（お伝）
演 - 真山明大
主人公でEDOのスーパースター兼白鳥楼のNo.1花魁。
ある日偶然出会ったフリ松に一目惚れをする。
桔梗（お伝）[2役]
演 - 真山明大
白鳥太夫とそっくりな顔をしているが、性格は正反対。
飴屋の面接に訪れ｢お伝｣と名乗りフリ松に近づく。
フリ松
演 - 高橋ひろ無
美形ばかりが給仕する若衆茶屋｢飴屋｣で一番人気な人物。
男くさく色気のある美貌の持ち主。白鳥太夫と桔梗の間に挟まれることになる。
希典
演 - 橋本淳
フリ松の親友。頭が良くスマートでナイーブだが愛嬌のある笑顔の持ち主。
猫丸
演 - 南羽翔平
よく女の子に間違えられやすいが、中身は男らしく真面目な人物。牡丹とは恋人同士。
夜雨
演 - 渡辺潤
シャープな顔立ちに猫のように気まぐれな性格。
お蝶
演 - 村上昴史
無防備でありながら人を狂わす魅力を持つ怪人物。
青州
演 - 沖野晃司
お蝶の事が大好きな明るく金持ちな医者。オネエ口調である。
青守
演 - ジェントル
飴屋に通っている謎多き近々正の家来。
姉小路
演 - 下塚恭平
与太郎
演 - 岡田地平
妓有
演 - 高木トモユキ
金太夫
演 - 橋本全一
小紫
演 - 荻原一輝
ぼんぼり太夫
演 - 武田一馬
牡丹
演 - 柏木湊太
朱里
演 - 理崎直樹
六条近々正
演 - 吹越満（積極的出演）
白鳥太夫に振られた過去を持つ中年男性。太夫への報復のために桔梗を送り込む。
菊之丞
演 - 竹中直人（友情出演）
現実界の声（ナレーション）
声 - 桃井かおり（友情出演）
くるうじんぐ
北狼、44、おみたん、一生、ケンタロー
その他出演者
杉本クラノリ、鈴木文健、鐘ヶ江佳太、河津浩滉、藤村周平、隆、野村巨人、吉原友作、杉山健一、高橋諒

## スタッフ
- 監督：広田レオナ
- プロデューサー：田中智之、井原陽子
- ラインプロデューサー：豊里泰宏
- アソシエイトプロデューサー：嶋田豪、岡田慎一
- 主題歌：jealkb
- 音楽：佐々木景清、SUZUKI HITSUJI

## 続編

### お江戸のキャンディー2
2017年制作『お江戸のキャンディー2 ロワゾー・ドゥ・パラディ（天国の鳥）篇』

#### ストーリー (2作目)
舞台は下北沢。現在と江戸時代が交差する世界設定。

#### キャスト (2作目)
- 四代目白鳥太夫／北沢白 - 栗原類
- 都夏猛 - 荒牧慶彦
- 六条 - 藤田富
- 橙 - 赤澤燈
- 龍 - 神谷リク
- イケッチ - 塩野瑛久
- 千代蔵 - 遊馬晃祐
- 松原智恵 - ゆら
- 青山絵美理 - 阿知波妃皇
- 佐助 - 呂敏
- 好吉 - 小南光司
- 兎 - 中村嘉惟人
- 金魚 - 時人
- 高樹町男 - 岸本卓也
- 新次郎 - 和泉宗兵
- アキラ - 守屋光治
- 三夏 - 香月ハル
- 快斗 - 土井一海
- 金太 - 橋本全一
- チュン - 中島健
- 先導 - 森一生
- 男衆 - 大力
- ポールダンサー - IG
- 千秋 - 咲耶
- バード - 大貫勇輔
- 伝 - 真山明大
- フリ松 - 高橋ひろ無
- 江戸屋 - 佐野史郎（中庸出演）
- 松原正親 - 吹越満（積極的出演）
- 都夏申助 - 竹中直人
- 桔梗太夫 - 染谷俊之

- ナレーション - 小泉今日子

#### スタッフ (2作目)
- 原案・脚本・監督：広田レオナ
- 編集：岩切裕一
- カラリスト：稲川実希
- プロデューサー：大日方教史
- アソシエイトプロデューサー：岡田慎一、中野イレーヌ、菅谷英一
- デザイン：竹本純生

### お江戸のキャンディー3
2019年制作『遮那王 お江戸のキャンディー3』

#### ストーリー (3作目)
舞台は平安・鎌倉時代に似ているが男しかいない世界。源氏と平家の争いを基に描く。

#### キャスト (3作目)
- 遮那王 - 須賀健太
- 弁慶 - 三浦涼介
- 平知盛 - 伊万里有
- お政 - 財木琢磨
- お静 - 立石俊樹
- 大姫 - 醍醐虎汰朗
- 平重衡 - 和合真一
- 平宗盛 - 青木玄徳
- 吉次 - 小西成弥
- 与一 - 輝馬
- 渡辺アオト
- 山田愛菜
- 中山咲月
- 梶原景時 - 吹越満
- 平清盛 - 竹中直人
- 後白河法皇 - 石橋蓮司
- 頼朝 - 廣瀬智紀

- ナレーション - 麿赤兒

#### スタッフ (3作目)
- 製作・原案・脚本・監督：広田レオナ
- 編集：岩切裕一
- グレーディング：稲川実希
- VFXスーパーバイザー：鹿角剛
- 音楽：佐々木景清
- 美術：富田薫
- プロデューサー：野宮加賀美
- 撮影：神田創